# Rauchberg
De Rauchberg is een 2480 meter hoge bergtop in de Lechtaler Alpen in de Oostenrijkse deelstaat Tirol.
De bergtop maakt deel uit van de Namloser Bergen en Heiterwandgroep, een subgroep van de Lechtaler Alpen. De berg ligt ten noorden van Tarrenz, in een kam waarin ook de Schafjoch (2226 m.ü.A.), de Schafkopf en de Sinnesjoch (2273 m.ü.A.) liggen. Ten noordoosten ligt de bergkam van de Heiterwand (2639 m.ü.A.). Hiertussen ligt op 2017 meter hoogte de Heiterwandhütte.,